# Csuklyás pajzsoskolibri
A csuklyás pajzsoskolibri (Augastes lumachella) a madarak osztályának sarlósfecske-alakúak (Apodiformes) rendjébe és a kolibrifélék (Trochilidae) családjába tartozó faj.

## Rendszerezése
A fajt René Primevère Lesson francia ornitológus írta le 1838-ban, az Ornismya nembe Ornismya lumachella néven. Helytelenül az Augastes lumachellus névet is használták.

## Előfordulása
Dél-Amerika keleti részén, Brazília területén honos. Természetes élőhelyei a szubtrópusi és trópusi magaslati és száraz cserjések. Állandó, nem vonuló faj.

## Megjelenése
Testhossza 11 centiméter.
|  |

## Életmódja
Nektárral táplálkozik.

## Szaporodása
|  |

## Természetvédelmi helyzete
Az elterjedési területe viszonylag kicsi, egyedszáma még nagy, de csökken. A Természetvédelmi Világszövetség Vörös listáján mérsékelten fenyegetett fajként szerepel.